# 祝國
祝国，周朝时期姬姓诸侯国。

## 历史沿革
西周初年，周武王姬发分封先王后代遗民，把神农氏的后人封于焦地，把黄帝的后人封于祝（其地望在今山东济南市长清区），建立祝国。春秋时(前768年)，祝国亡于齐国，原祝国公族遂以国名命姓，成为祝姓。祝姓来源之一就是黄帝之裔。据《元和姓纂》、《新唐书·宰相世系表》等所载，黄帝之后被周武王封于祝（故城在今济南市长清区东北的祝阿故城），后来就有了祝国，子孙以地为氏。